# Transkraniální stimulace stejnosměrným proudem
Transkraniální stimulace stejnosměrným proudem (tDCS, anglicky transcranial direct-current stimulation) je neurostimulační metoda, která pomocí slabého stejnosměrného proudu stimuluje danou část mozku. Metoda byla zpočátku používána k léčbě pacientů s cévní mozkovou příhodou. Testy na zdravých osobách ukázaly, že použití tDCS může zvýšit různé kognitivní schopnosti v závislosti na tom, která část mozku je stimulována.

## Historie

### Objev
Koncept tDCS, tak jak ho v nejzákladnější podobě známe dnes, již existuje více než 100 let. První experimenty zkoumající lidskou a zvířecí elektrickou energii byly provedeny již koncem 18. století. Luigi Galvani a Alessandro Volta byli jedněmi z těch, kteří použili technologii tDCS ve svém výzkumu zdrojů elektřiny u zvířecích buněk. Díky tomuto výzkumu se začínalo tDCS využívat v klinické praxi. V roce 1801 započal synovec Galvaniho, Giovanni Aldini, studii, která úspěšně využila techniku tDCS ke zlepšení nálady melancholických pacientů. Aldini rovněž vyzkoušel a důkladně popsal aplikaci tDCS na své vlastní hlavě.

### tDCS v moderní vědě
V 60. letech 20. století vzrostl zájem o tDCS díky výzkumu D. J. Alberta, který dokázal, že stimulace může ovlivnit funkci mozku změnou excitability kortexu. Objevil rovněž, že pozitivní a negativní stimulace má na excitabilitu kortexu rozdílný účinek. Ač zájem o tDCS pozvolna rostl i před tímto objevem, představoval tento objev impuls pro širší výzkum funkcionality mozku, terapeutických aplikací, nových technik stimulace mozku a technik zobrazování, jako jsou TMS a fMRI. Dnes se tDCS využívá stále častěji a díky bezpečnostním normám jde o bezpečnou léčebnou metodu..

## Funkce
Transkraniální stimulace stejnosměrným proudem funguje na principu vysílání malého stejnosměrného proudu přes elektrody do mozku. V závislosti na tom, jakou část mozku chceme stimulovat, umístíme na příslušná místa elektrody. Napětí na elektrodách vyvolá tok proudu mozkem. Tento proud může zvýšit či snížit excitabilitu neuronů v závislosti na tom, jaký typ stimulace je použit. Změna neuronální excitability vede k různým změnám funkcionality mozku, která se používá jak při rozličných terapiích, tak při studiu samotné funkcionality mozku.

### Konstrukce
tDCS je relativně jednoduchá metoda, která se skládá pouze z několika částí. Nejdůležitějšími částmi jsou dvě elektrody a zařízení, které je napájeno baterií a je schopné dodávat stejnosměrný proud. Přístroj by měl být opatřen řídícím softwarem, kterým je možné generovat a měnit různé módy výstupního průběhu. Každé zařízení má anodu, kladně nabitou elektrodu, a katodu, záporně nabitou elektrodu. Elektrický proud protéká od anody přes mezilehlou pojivovou tkáň do katody a tvoří tak elektrický obvod. Je nutné podotknout, že v elektrických obvodech, složených převážně z kovových vodičů, je elektrický proud vytvářen pohybem záporně nabitých elektronů, které tečou od katody k anodě. Nicméně v živých organizmech je proud vytvářen tokem iontů, které jsou kladně a záporně nabité. Kladné ionty tečou ke katodě a záporné ionty tečou k anodě. Zařízení by mělo být schopno řídit protékající proud a rovněž dobu trvání stimulace.

### Aplikace
V prvním kroku aplikace tDCS je potřeba kvalitně připojit elektrody na kůži. Pro úspěšnou stimulaci je zásadní důkladné umístění elektrod. Elektrodové polštářky jsou různých rozměrů a velikostí, kde každý typ má dané použití. Elektrody menších rozměrů spíše soustřeďují stimulaci do konkrétního místa, zatímco elektrody větších rozměrů zajišťují, že je stimulována celá oblast jako celek. Pokud je některá z elektrod umístěna nesprávně, může se stát, že budou stimulována jiná místa než ta, která mají být stimulována, což povede ke špatným výsledkům stimulace. Jedna z elektrod je umístěna nad stimulovanou oblastí a druhá elektroda, referenční, je umístěna na jiné místo tak, aby byl uzavřen elektrický obvod. Referenční elektroda je většinou umístěna na krk či rameno na opačné straně těla, než je umístěna první elektroda. Pokud je stimulovaná oblast malá, používá se často pro lokalizaci technik zobrazování mozku jako je fMRI či PET. Mnoho zařízení má zabudovanou schopnost zvyšovat lineárně velikost proudu, dokud se nedosáhne požadované hodnoty. To snižuje nepříznivé fyziologické efekty způsobené stimulací. Po zahájení stimulace dodává zařízení do stimulované oblasti elektrický proud po dobu, která je nastavena v přístroji. Po uplynutí této doby se stimulace automaticky zastaví. V nedávné době byl představen nový přístup stimulace využívající mnoho malých gelových elektrod použitých k lepšímu zaměření stimulované oblasti. Tato metoda se nazývá High Definition tDCS (HD-tDCS). Byla provedena pilotní studie, která prokázala, že DH-tDCS má delší trvání excitability neuronů kortexu než klasická tDCS.

### Druhy stimulace
Používají se tři typy stimulací – anodová, katodová a falešná. Anodová stimulace je kladná stimulace, která zvyšuje nervovou excitabilitu stimulované oblasti. Naproti tomu katodová stimulace je záporná stimulace, která snižuje nervovou excitabilitu stimulované oblasti. Katodová stimulace se využívá při léčbě psychických onemocnění, které jsou vyvolány hyperaktivitou. Falešná stimulace se používá ke kontrole experimentu. Falešná stimulace vyvolá krátký proud a poté zůstává neaktivní po celou nastavenou délku stimulace. Při aplikaci falešné stimulace osoba vystavená tDCS neví, že není stimulována. Porovnáním výsledků falešné a skutečné stimulace je možné na dané osobě zjistit účinek placebo efektu.

## Účinek na mozek
Jedním z aspektů tDCS je schopnost vyvolat změny v kortexu, které jsou platné i poté, co byla stimulace ukončena. Délka účinku těchto změn závisí na délce a intenzitě stimulace. Způsob, jakým stimulace ovlivňuje mozkovou funkcionalitu, je dán jednak depolarizací či hyperpolarizací klidového membránového potenciálu. Kladná (anodová) stimulace vyvolává depolarizaci klidového membránového potenciálu, což způsobuje zvýšení neuronové excitability a umožňuje jim generovat více spontánních akčních potenciálů. Záporná (katodová) stimulace vyvolává hyperpolarizaci klidového membránového potenciálu. To snižuje neuronovou excitabilitu a snižuje spontánní pálení neuronů.
Neuroplasticita je schopnost mozku měnit se v závislosti na prožitých zkušenostech. Je dána dvěma jevy, dlouhodobou synaptickou potenciací (anglicky long-term potentiation) a dlouhodobou synaptickou depresí (anglicky long-term depression). Dlouhodobá synaptická potenciace zesiluje vazbu mezi dvěma neurony, zatímco dlouhodobá synaptická deprese tuto vazbu zeslabuje. Těchto jevů je dosaženo zejména pomocí změny schopnosti synaptického přenosu. tDCS ovlivňuje změnu synaptického přenosu pomocí změny koncentrace nitrobuněčného cyklického adenosinmonofosfátu (cAMP) a vápníku.

## Porovnání s ostatními zařízeními

### TMS
Zatímco zájem o tDCS stále roste, nejpoužívanější metodou stimulace mozku je v současnosti transkraniální magnetická stimulace (TMS). Tato metoda využívá rychlou změnu magnetického pole generovaného pomocí cívky umístěné nad lebkou okolo stimulované oblasti. Pomocí magnetického pole se ve stimulované oblasti indukuje slabý elektrický proud. Existují dva typy TMS – repetitivní TMS a jednopulsní TMS. Obě metody se v terapii používají, avšak efekt delšího trvání, než je délka stimulace, je pouze u repetitivního TMS. Stejně jako u tDCS se pomocí TMS zvyšuje či snižuje aktivita neuronů, nicméně způsob, kterým se toho docílí, je odlišný. tDSC využívá dva různé směry toku proudu k vyvolání požadovaného efektu, zatímco repetitivní TMS pomocí vyšší frekvence vyvolává vyšší aktivitu neuronů a pomocí nižší frekvence naopak aktivitu neuronů potlačuje.
Jak tDCS tak TMS jsou bezbolestné a jsou považovány za bezpečné. Nicméně TMS je mnohem dražší, obtížně vyvolává falešnou stimulaci a klade vysoké nároky na konstrukci. tDCS je naopak jednoduchá na použití. TMS dokáže vyvolat vyšší aktivitu neuronů mající za následek silnější vliv na terapii. tDCS pouze zvyšuje spontánní pálení neuronů, což nemá na terapii takový efekt. Nicméně výhodou nižšího terapeutického efektu tDCS je významné snížení šance u pacienta vyvolat záchvat.

### Ostatní druhy stimulací
Vedle tDCS se používá ještě tACS (anglicky transcranial alternating current stimulation), využívající střídavý proud a tRNS (anglicky transcranial random noise stimulation), využívající šumu. Tyto metody se souhrnně označují jako tCS (anglicky transcranial current stimulation).
Vedle již zmíněných technik lze uvést i TES (anglicky transcranial electric stimulation). Tato technika rovněž ovlivňuje funkci neuronů pomocí elektrického proudu, ale oproti tDCS podněcuje k pálení i zbylé neurony a její použití je pro pacienta bolestivé. V současné době je tato metoda na ústupu.

## Bezpečnost
Pokud se aplikují veškeré bezpečnostní normy, je transkraniální stimulace stejnosměrným proudem z krátkodobého hlediska naprosto bezpečná. Bezpečnostní normy omezují velikost proudu, délku jeho působení a frekvenci terapie, čímž se sníží jednak účinek terapie, ale hlavně riziko.

### Bezpečnostní normy
Za posledních 10 let bylo v rámci výzkumu tDCS uděláno dostatečně práce, aby byly bezpečnostní normy kvalitně nastaveny. Mnoho studií se snažilo nalézt optimální parametry stimulace, aby se maximálně eliminovaly vedlejší účinky. Tyto standardy stále nejsou pevně dané a výzkum v této oblasti stále pokračuje. V současné době je maximální hodnota proudu člověkem u tDCS stanovena na 2 mA, nicméně běžně používané hodnoty jsou 1 mA a nižší. 
Studie na krysách zjišťovaly, jaké hustoty proudu způsobují poškození mozkové tkáně. Bylo zjištěno, že při katodové stimulaci je pro krysí mozek poškozující hustota proudu 142.9 A/m2, která odpovídá hustotě náboje 52400 C/m2. To je o více než dva řády větší hodnota, než ta, co se v současnosti používá. Žádné striktní omezení délky stimulace nebylo stanoveno, nicméně za ideální se považuje 20 minut. Čím déle je mozek stimulován, tím déle se projevují účinky stimulace po jejím ukončení. Desetiminutová stimulace doznívá ještě přibližně hodinu po jejím ukončení. Obecně se doporučuje vyčkat alespoň 48 hodin před opakováním stimulace. Rovněž je vhodné varovat stimulovanou osobu před možnými negativními účinky tDCS po ukončení stimulace. Tyto studie prokázaly, že tDCS je z krátkodobého hlediska naprosto bezpečná metoda. Nicméně zatím nebyla publikována žádná studie, která by se zaměřovala na použití repetitivního tDCS z hlediska dlouhodobého.

### Vedlejší účinky stimulace
Je známo několik menších vedlejších účinků stimulace, jako je podráždění kůže, fosfeny na počátku stimulace, nevolnost, bolest hlavy, zmatenost a svědění kůže pod elektrodami. Nevolnost se nejčastěji objevuje, jsou-li elektrody umístěny nad mastoidem u stimulace vestibulárního systému. Fosfen je krátký světelný záblesk, který se objevuje, jsou-li elektrody umístěny v blízkosti oka. Nedávná studie na více než 500 osobách určila za vedlejší účinky pouze lehké podráždění kůže a fosfen.
Je známo několik způsobů, jak snížit podráždění kůže během stimulace. Elektrody by měly obsahovat slaný roztok a kůže by měla být ošetřena krémem. Pozvolná změna proudu rovněž snižuje podráždění kůže.

## Rizika
Zatím nejsou žádná známá rizika v používání tDCS. Není doporučeno stimulovat lidi, kteří jsou náchylní na záchvaty, jako jsou epileptici. U zdravých jedinců se považují záchvaty způsobené stimulací za bezpečné.

## Výzkum
Bylo provedeno několik klinických studií, které se snažily zlepšit problémy s pamětí, jak u pacientů s Parkinsonovou a Alzheimerovou nemocí, tak i u zdravých jedinců, za použití tDCS. Výsledky byly různé.
Do roku 2014 bylo provedeno několik klinických studií malého rozsahu ve vztahu k silné depresi. Většina z nich prokázala zmírnění příznaků deprese. Pouze dvě studie byly provedeny na pacientech vůči léčbě rezistentních. Jedna nalezla účinek při použití tDCS, druhá nikoliv. Jedna meta analýza, soustředící se na zmírnění příznaků deprese jistý účinek v porovnání s falešnou stimulací nalezla, nicméně druhá, soustředící se na relapsy, žádný účinek vůči falešné stimulaci nenašla.
Výzkum v oblasti schizofrenie zpočátku nalezl velký účinek tDCS na léčbu, nicméně s postupem času se začalo objevovat více a více studií, u nichž byl tento účinek malý. Studie se většinou soustředily na pozitivní příznaky jako jsou sluchové halucinace. Výzkum v oblasti negativních příznaků chybí.
Výzkum v oblasti léčby bolesti nebyl doposud proveden dostatečně kvalitně, aby mohla být metoda tDCS doporučena pro terapii při těchto obtížích. U chronické bolesti způsobené poraněním páteře byla léčba pomocí tDCS neúčinná.
tDCS se rovněž ukázala jako neúčinná při zlepšování funkce horních končetin postižených cévní mozkovou příhodou. U afázie se jisté zlepšení stavu pacientů prokázalo. Rovněž u zrakových problémů, způsobených cévní mozkovou příhodou se předpokládá pozitivní účinek tDCS na léčbu.
Použití tDCS bylo rovněž testováno u psychiatrických onemocnění jako je deprese a schizofrenie. Někteří doporučují použití tDCS u zlepšení soustředění a koncentrace. tDCS bylo rovněž aplikováno při léčbě závislosti.
V neurovědách se tDCS používá při přiřazování mozkových oblasti specifickým mozkovým funkcím.

## Kritika
V roce 2014 byla provedena studie, která srovnala stovky experimentů s tDCS. Podle jejich závěrů není obecně statisticky metoda tDCS účinná. Nicméně kvalita této této studie byla později zpochybněna. Roku 2017 se objevila další studie, která zpochybňuje tuto metodu, jejíž komerční využití roste.

## Regulace
Do roku 2015 nebyla metoda tDCS schválena US FDA. Podle oficiálního prohlášení z roku 2012 nejsou v účinnosti žádné směrnice pro použití tDCS.